# Oxtjärnen (Revsunds socken, Jämtland)
Oxtjärnen är en sjö i Bräcke kommun i Jämtland och ingår i Ljungans huvudavrinningsområde.